# Inês de Merânia
Inês de Merânia ouInês de Andechs (em francês:  Agnes; 1180 — Castelo de Poissy, 18 ou 20 de julho de 1201), foi rainha consorte de França, terceira esposa de Filipe II de França. Era filha de Inês de Rochlitz e do Bertoldo IV, duque de Merânia, conde Andechs, um território na Baviera, e duque de Merânia, na Ístria.

## Biografia
Casou-se com Filipe Augusto a 1 de junho de 1196 em Compiègne, depois de este repudiar a sua segunda esposa Ingeborg da Dinamarca após a noite de núpcias, e de o seu matrimónio ter sido anulado por uma assembleia de bispos e nobres partidários do rei.
Mas papa Celestino III condenou o divórcio, e o seu sucessor papa Inocêncio III foi mais firme: revogou a decisão dos bispos, ordenou que Filipe se separasse de Inês e respeitasse o casamento com Ingeborg. Como não obtivesse uma reação do rei, pronunciou um interdicto (o equivalente à excomunhão para um território) sobre o reino da França a 13 de janeiro de 1200.
Com os fraceses proibidos de celebrar a liturgia e todos os sacramentos católicos e sem poderem dar um enterro cristão aos seus mortos, o papa pretendia criar um protesto dos súbitos contra o rei. Filipe fingiu ceder, enviou Inês para o convento de Poissy e trouxe Ingeborg de volta à corte, mas sem retomar a vida conjugal. Em contrapartida, preocupado com a sucessão mal assegurada por um único herdeiro, negociou o reconhecimento dos dois filhos sobreviventes havidos de Inês.

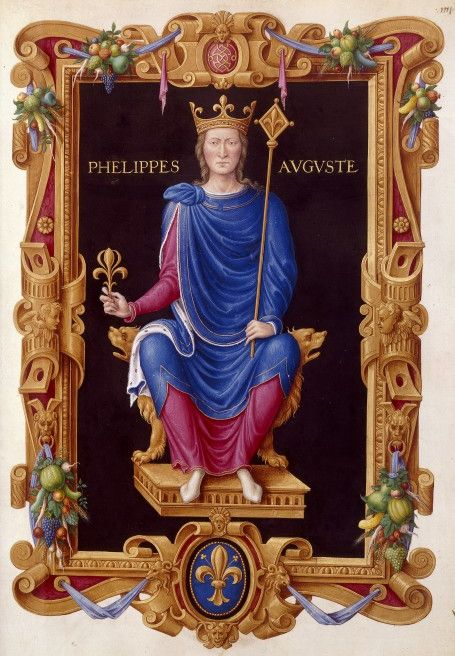
Representação de Filipe Augusto na Biblioteca Nacional de França

Filipe e Inês tiveram quatro filhos naturais, dos quais dois nados-mortos, e os outros dois posteriormente reconhecidos pelo papa Inocêncio III:
- Maria de França (1198-1224), casada em 1206 com o conde Filipe I de Namur e em 1213 com o duque Henrique I de Brabante
- João-Tristão (nado-morto em 1200)
- Filipe Hurepel (1201-1234), conde de Clermont e da Bolonha, casado em 1216 com Matilde de Dammartin
- outro filho do sexo masculino, nado-morto

Levada a Senlis, na Picardia, morreu dois meses depois, a 20 de julho de 1201 em Poissy, ao dar à luz um segundo herdeiro varão ao rei, Filipe Hurepel. Foi sepultada no convento de Saint-Corentin em Mantes. A sua morte terá causado muito sofrimento rei que a amava, mas também acabou por resolver o conflito deste com a Igreja, e Ingeborg seria rainha da França até à morte do monarca.
Posteriormente Inês seria a heroína de uma tragédia do século XIX com o seu nome, Agnès de Méranie, de François Ponsard. Por curiosidade a sua irmã Edwiges de Andechs casou-se com Henrique I, duque de Silésia e foi canonizada como Santa Edviges em 1267. Outra irmã, Gertrudes, casou-se com André II da Hungria e foi a mãe de Santa Isabel da Hungria.